# ロッシーニ (カクテル)
ロッシーニ（英: The Rossini）はプロセッコとイチゴのピュレで作られるカクテル。

## 概要
名称は作曲家・美食家のジョアキーノ・ロッシーニに由来する。
フルーツのピュレとプロセッコを組み合わせたカクテルの1種であり、ベリーニのバリエーションと考えることができる。ベリーニと同じく、1940年代にヴェネツィアにあるハリーズ・バーの当時のオーナー、ジュゼッペ・チプリアーニ（1900年 - 1980年）が考案した。
イタリアのスプマンテメーカー「カネッラ（Canella）」はRTD系飲料としてボトリングカクテル「ロッシーニ」をリリースしている。

## レシピの例
材料
- プロセッコ - 100ml
- イチゴのピュレ - 30ml

作り方
1. フルート型シャンパングラスにイチゴのピュレを入れる。
2. グラスをプロセッコで満たし、炭酸が飛ばないように混ぜる。